# Ronde van Taiwan 2012
De 10e editie van de wielerkoers Ronde van Taiwan werd verreden van 10 tot en met 16 maart 2012. 

## Etappe overzicht
| Etappe | Datum    | Start     | Finish    | Afstand | Winnaar              | Ploeg                        | Klassementsleider |
| ------ | -------- | --------- | --------- | ------- | -------------------- | ---------------------------- | ----------------- |
| 1e     | 10 maart | Taipei    | Taipei    | 52 km   | Anthony Giacoppo     | Genesys Wealth Advisers      | Anthony Giacoppo  |
| 2e     | 11 maart | Taipei    | Taipei    | 135 km  | Wong Kam-Po          | Selectie Hong Kong           | Takashi Miyazawa  |
| 3e     | 12 maart | Taoyuan   | Taoyuan   | 130 km  | Anthony Giacoppo     | Genesys Wealth Advisers      | Rhys Pollock      |
| 4e     | 13 maart | Taichung  | Taichung  | 140 km  | Jonathan Cantwell    | Saxo Bank-Tinkoff Bank       | Rhys Pollock      |
| 5e     | 14 maart | Changhua  | Changhua  | 150 km  | Roberto Ferrari      | Androni Giocattoli-Venezuela | Rhys Pollock      |
| 6e     | 15 maart | Tainan    | Tainan    | 135 km  | Victor Niño Corredor | Azad University Cross Team   | Rhys Pollock      |
| 7e     | 16 maart | Kaohsiung | Kaohsiung | 150 km  | Jonathan Cantwell    | Saxo Bank-Tinkoff Bank       | Rhys Pollock      |

## Eindklassement
| Plaats    | Naam                          | Ploeg                            | Tijd      |
| --------- | ----------------------------- | -------------------------------- | --------- |
| Gele trui | Rhys Pollock                  | Drapac Cycling                   | 19u09'44" |
| 2         | Wong Kam-Po                   | Selectie Hong Kong               | +2"       |
| 3         | Dirk Müller                   | Nutrixxion-Abus                  | +6"       |
| 4         | Taiji Nishitani               | Aisan Racing Team                | +8"       |
| 5         | Anthony Giacoppo              | Genesys Wealth Advisers          | +17"      |
| 6         | Roberto Ferrari               | Androni Giocattoli-Venezuela     | +26"      |
| 7         | Feng Chun Kai                 | Action Cycling Team              | +27"      |
| 8         | Victor Niño Corredor          | Azad University Cross Team       | +34"      |
| 9         | Yusuke Hatanaka               | Shimano Racing Team              | +38"      |
| 10        | Mohammed Adiq Husainie Othman | Champion System Pro Cycling Team | +40"      |
|           |                               |                                  |           |
| 26        | Tom Vermeer                   | Nutrixxion-Abus                  | +1'37"    |

2003 · 2004 · 2005 · 2006 · 2007 · 2008 · 2009 · 2010 · 2011 · 2012 · 2013 · 2014 · 2015 · 2016 · 2017 · 2018 · 2019 · 2020 · 2021 · 2022 · 2023 · 2024 · 2025